# عداء (فلم 2015)
عداء هو فيلم إثارة تم إنتاجه في الولايات المتحدة وصدر في سنة 2015. من بطولة نيكولاس كيج وكوني نيلسن وسارة بولسون.

## وصلات خارجية
- عداء على موقع IMDb (الإنجليزية)
- عداء على موقع ميتاكريتيك (الإنجليزية)
- عداء على موقع روتن توميتوز (الإنجليزية)
- عداء على موقع نتفليكس (الإنجليزية)
- عداء على موقع قاعدة بيانات الأفلام العربية
- عداء على موقع ألو سيني (الفرنسية)
- عداء على موقع أول موفي (الإنجليزية)
- عداء على موقع قاعدة بيانات الأفلام السويدية (السويدية)
- عداء على موقع قاعدة بيانات الفيلم (الإنجليزية)
- عداء على موقع ليتربوكسد (الإنجليزية)